# 史蒂文·达科斯塔
史蒂文·达科斯塔（葡萄牙語：Steven Da Costa，1997年1月23日—），法国男子空手道运动员，2015年欧洲运动会男子67公斤级银牌得主、2017年世界运动会男子67公斤级金牌得主、2020年夏季奥林匹克运动会男子67公斤级金牌得主。